# أرشيبالد ويلارد
أرشيبالد ويلارد (بالإنجليزية: Archibald Willard)‏ هو رسام أمريكي، ولد في 22 أغسطس 1836 في بيدفورد في الولايات المتحدة، وتوفي في 11 أكتوبر 1918 في الولايات المتحدة.